# جواو باولو دانيال
جواو باولو دانيال (بالبرتغالية: João Paulo Daniel‏) (12 يناير 1981 بأراراس في البرازيل - ) هو لاعب كرة قدم برازيلي في مركز الهجوم. لعب مع باوليستا وسيوداد دي مورسيا ونادي جوفنتودي ونادي ساو كايتانو ونادي ستراسبورغ ونادي سيرفيت ونادي نوشاتل زاماكس ونادي يانغ بويز وDesportivo Brasil ‏ وفيسلا بوك ‏ وأونياو ساو جواو ‏ وغراميو اساسكو اوداكس اسبورت كلوب ونادي بورتيمونينسي.

## وصلات خارجية
- جواو باولو دانيال على موقع رابطة كرة القدم الفرنسية للمحترفين (الإنجليزية)
- جواو باولو دانيال على موقع قاعدة بيانات كرة القدم.إي يو (الإنجليزية)
- جواو باولو دانيال على موقع Soccerway.com (الإنجليزية)
- جواو باولو دانيال على موقع عالم كرة القدم.نت (الإنجليزية)